# Theclopsis eryx
Theclopsis eryx är en fjärilsart som beskrevs av Pieter Cramer 1779. Theclopsis eryx ingår i släktet Theclopsis och familjen juvelvingar. Inga underarter finns listade i Catalogue of Life.